# Château de La Houssaye-en-Brie
Le château de La Houssaye est situé sur la commune de La Houssaye-en-Brie, dans le département de Seine-et-Marne. 

## Historique
Vraisemblablement construit vers la fin du XIIIe siècle, le château connaît de nombreux propriétaires. 
Parmi ceux-ci, on compte le général Augereau qui l'acquiert en 1801. Sa première femme Joséphine-Marie-Marguerite-Gabrielle Grach (1766-1806) est inhumée dans le parc. Sa seconde femme le revendra en 1817.
En aout 1937, le château devient provisoirement un cente d'hébergement et accueille des réfugiés espagnols.
Le domaine est à l'abandon de 1920 à son rachat en 1939 par Jacques Bellanger, un industriel. Celui-ci s'y installe, avec son épouse Lélette Messirel, malgré un état de délabrement avancé. Ils consacreront 30 ans à le restaurer.    
En 1940, le château est occupé par une garnison allemande. Après le débarquement, une bombe alliée cause de gros dégâts à la tour et l'aile gauche du château. 
Après guerre  de nombreux artistes y seront reçus, dont Arletty  18 mois en résidence surveillée, ainsi que Sacha Guitry. 
Le château fait l’objet d’une inscription au titre des monuments historiques depuis le 28 décembre 1999.

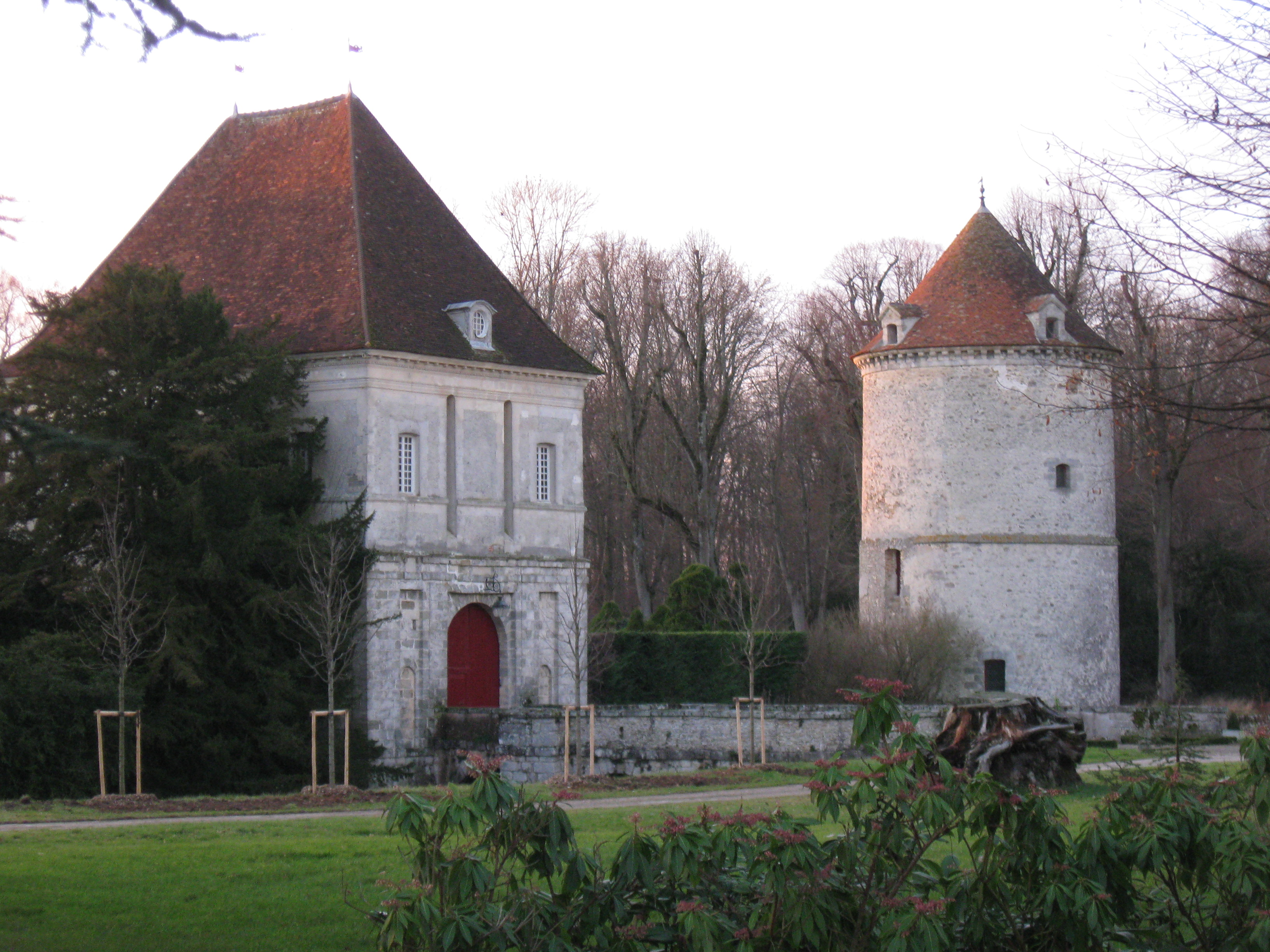
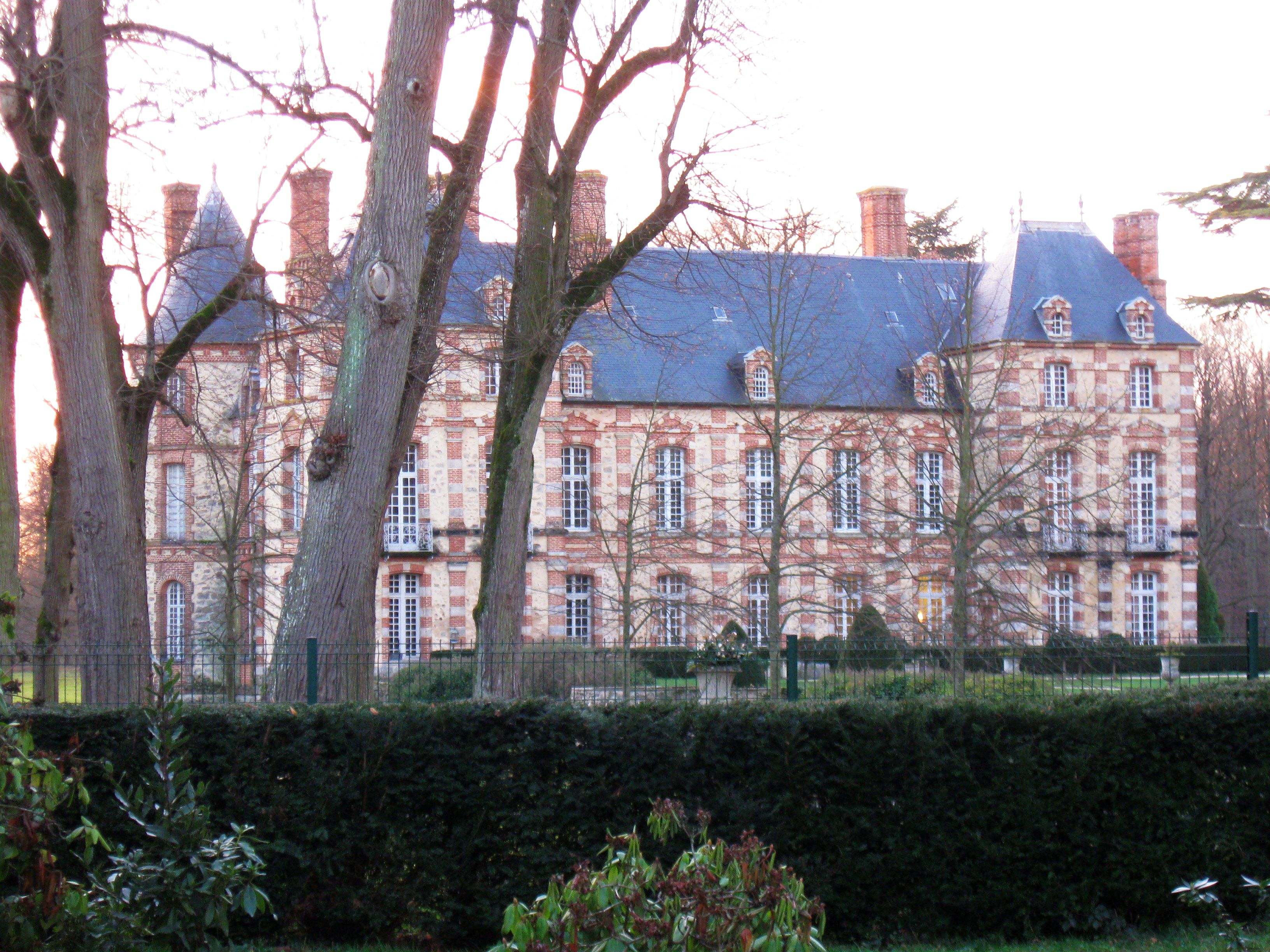
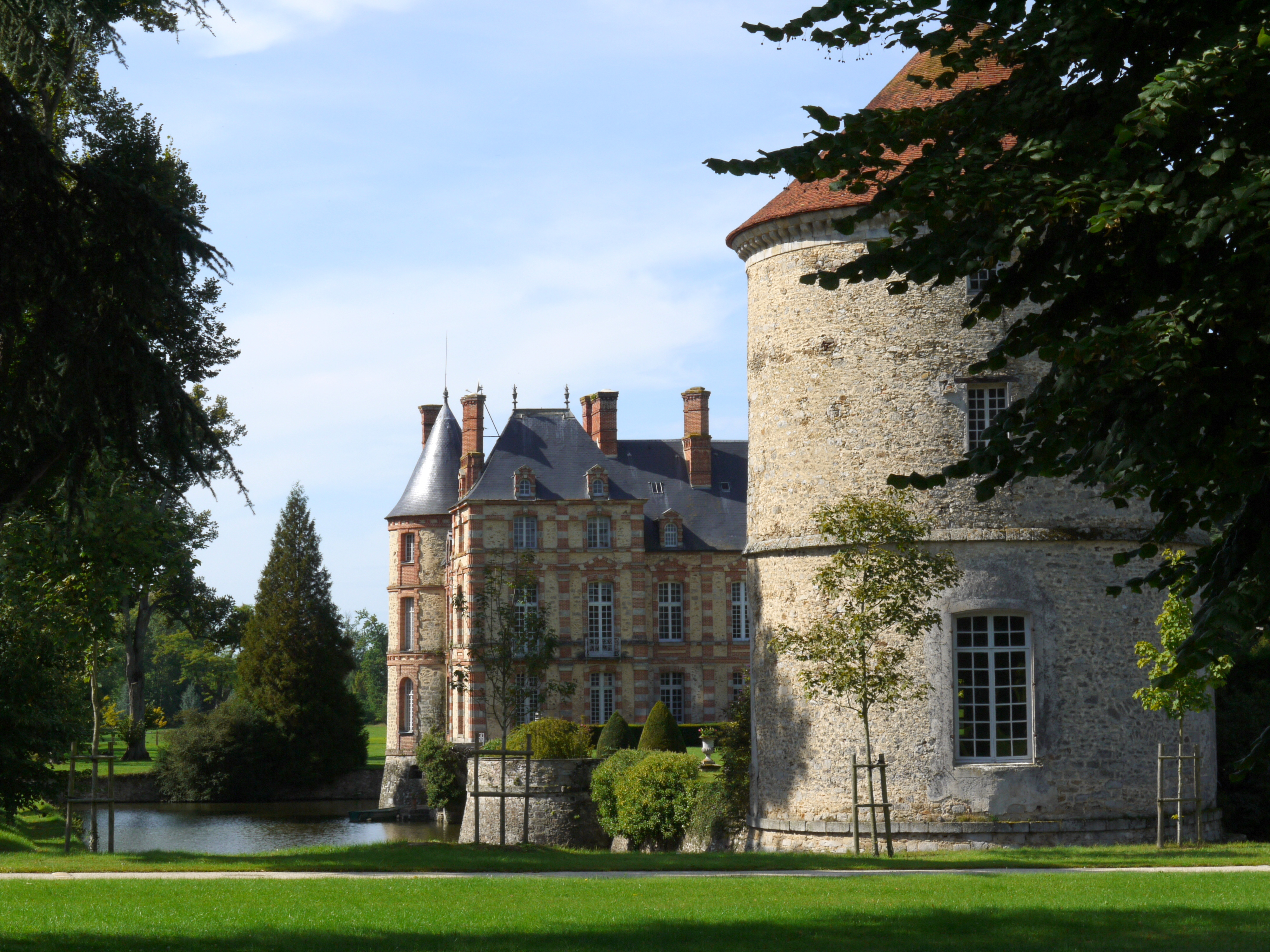